# 久我なつみ
久我 なつみ（くが なつみ、1954年7月24日-　）は、日本のエッセイスト、作家、元画家。美術に関する著書を多く執筆する。
京都市生まれ。父邦光史郎、母田中阿里子はともに作家。同志社女子高等学校、同志社大学文学部英文科卒業。YMCAで英語講師のかたわら美術を学ぶ。新制作展入選3回。関西新制作展入選2回。1998年『フェノロサと魔女の町』で第5回蓮如賞、2005年『日本を愛したティファニー』で第53回日本エッセイストクラブ賞受賞。日本文学についての著述もある。

## 著書

### 単著
- 『フェノロサと魔女の町』河出書房新社、1999年
- 『ニューヨーク・トラップ 奪われた浮世絵』河出書房新社、2000年
- 『日本を愛したティファニー』河出書房新社、2004年
- 『名画のなかの京都』京都新聞出版センター、2006年
- 『アメリカを変えた日本人 国吉康雄、イサム・ノグチ、オノ・ヨーコ』朝日新聞出版〈朝日選書〉、2011年
- 『文豪と異才たち 井原西鶴から村上春樹まで小説ブームを起こした人々』河出書房新社、2021年

### 共著
- 糺の森財団編『下賀茂神社今昔　蘇る古代祭祀の風光』淡交社、2005年
- 日本エッセイスト・クラブ編『こころを言葉に』集英社、2007年
- 解説『新版古寺巡礼 京都第11巻 銀閣寺』他は有馬頼底、梅原猛監修、淡交社 、2007年
- 中宮寺門跡監修、中世日本研究所、キャサリン・ルドビック編『中宮寺門跡』光村推古書院、2009年
- 図録『ルイス・C・ティファニー ステンドグラスギャラリー』似鳥美術館・小樽芸術村、2018年